# Quartier de l'Université (Nanterre)
Le quartier de l'Université est un des dix quartiers de la ville de Nanterre dans les Hauts-de-Seine. Il tient son nom du campus du l'Université Paris Nanterre. Il est situé à l'est de la ville.

## Histoire
Le quartier est né de la création de l'université. À partir de 1958, une première vague d'étudiants parisiens s'installe dans les locaux vacants de l'Établissement central du matériel aéronautique (ECMA, ex-base aérienne 119-Nanterre), qui avait abrité une école de mécaniciens d'avions. c'est en 1964
qu'a été fondée de la faculté des lettres et sciences humaines et en 1966 ce fut la faculté de droit et des sciences économiques.

## Morphologie du quartier
Le quartier de l'Université occupe une superficie de 88 ha (commune de Nanterre : 1222 ha)
Le quartier est délimité par la place Nelson-Mandela et l’avenue Frédéric-et-Irène-Joliot-Curie au sud, la D914 à l'est, l'avenue de la République au Nord et la rue de Courbevoie à l'ouest.
Le quartier compte en son sein les deux zones prioritaires « Université I » (Province françaises) et « Université II » (cité Marcellin Berthelot) avec respectivement 1 409 et 3 165 habitants pour un taux de pauvreté compris entre 32 et 38 %.
Situé à proximité du quartier d'affaires de la Défense et du centre-ville de Nanterre, le campus de Nanterre, principal, s'étend sur près de trente hectares et regroupe autour de son « carré vert » central : des locaux d'enseignement et de recherche de l'université, la bibliothèque universitaire (BU), le restaurant universitaire, une résidence universitaire, centre sportif universitaire, la piscine olympique, un cinéma, un théâtre...
Le quartier de l'Université connaît depuis 2015 de profondes transformations.

## Transports
Le quartier est desservi par des bus :
- Réseau de bus RATP : 159, 160, 304, 367, 378 et Ligne bleue
- Noctilien : N53

En Gare de Nanterre-Université par la ligne A du RER et la ligne L du Transilien qui relient tous les deux le quartier à Paris.

À terme, il est concerné par le projet de prolongement du tramway T1 jusqu'à la place de la Boule qui va traverser le quartier, notamment en gare de Nanterre Université et la Préfecture des Hauts-de-Seine
Le futur pôle multimodal de Nanterre-Université devrait voir le jour en 2024.

## Sociologie du quartier
28,4 % des habitants du quartier ont moins de 20 ans (27,% pour la commune de Nanterre)
9,2 % des habitants ont plus de 65 ans (9,7% pour la commune de Nanterre).